# Schiermonnikoog

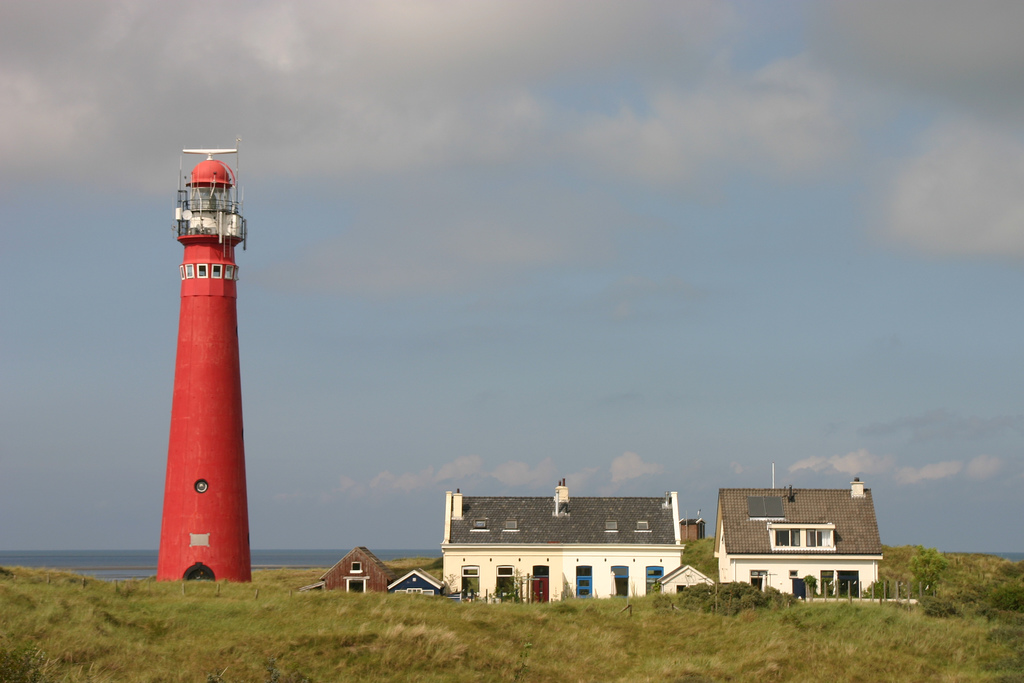
Fyr på Schiermonnikoog

Schiermonnikoog (fy. Skiermûntseach) är en kommun i provinsen Friesland i Nederländerna. Kommunens totala area är 191,19 km² (där 151,25 km² är vatten) och invånarantalet är på 1 002 invånare (2005). Huvudort och enda byn heter också Schiermonnikoog. Schiermonnikoog är femte ön i ökedjan kallad de frisiska öarna (nl. Waddeneilanden; fy. Waadeilannen) som ligger utmed kusten av Nederländerna, Tyskland och Danmark. Den grunda delen av Nordsjön som ligger mellan ökedjan och fastlandet kallas Vadehavet (nl. Waddenzee; fy. Waadsee eller it Waad). Ön är uppkallad efter gråmunkarna (nl. 'schiere monniken') i Cisterciensorden från klostret Klaarkamp (Clarus Campus) nära staden Dokkum i Friesland, som ägde ön fram till reformationen år 1580.
Viktigaste näringsgren på bilfria Schiermonnikoog är turismen. Färjeförbindelse med Lauwersoog i provinsen Groningen på fastlandet.